# 福澤駒吉

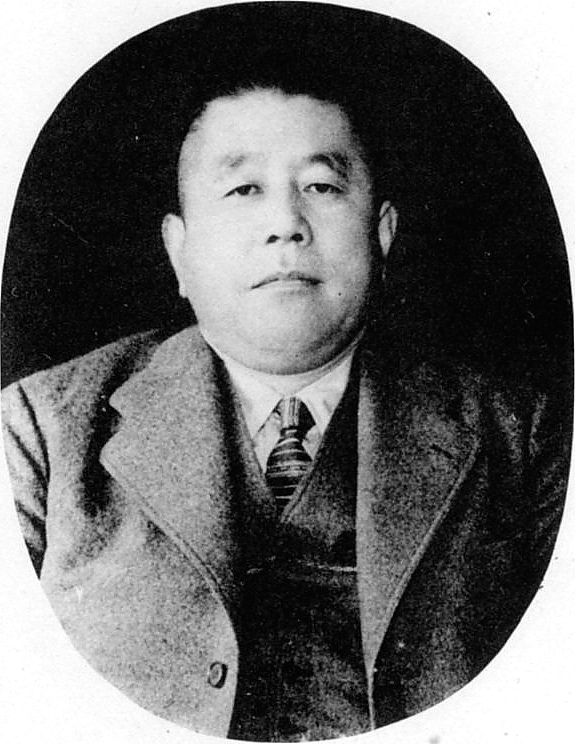
福澤駒吉の肖像写真

福澤 駒吉（ふくざわ こまきち、1891年〈明治24年〉1月5日 - 1945年〈昭和20年〉3月18日）は、大正から昭和初期にかけて活動した日本の実業家である。
「電力王」と呼ばれた実業家福澤桃介の長男で、福澤諭吉の孫にあたる。父の電気事業に参加し矢作水力社長などを務めたほか、化学工業を起して東亞合成化学工業（現・東亞合成）初代社長となった。

## 経歴

### ソーダ事業の起業

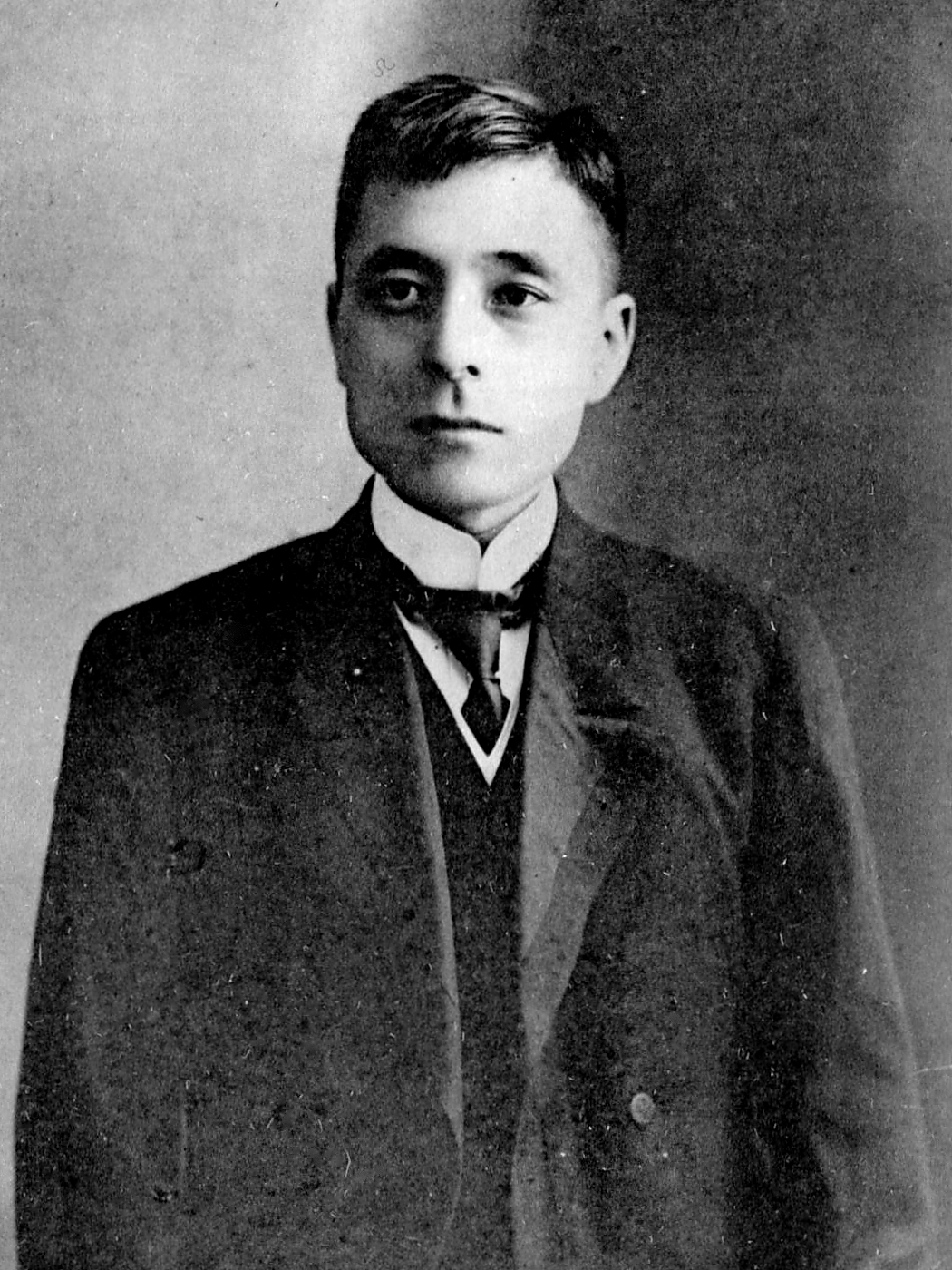
父・福澤桃介

福澤駒吉は1891年（明治24年）1月5日、福澤桃介（旧姓・岩崎、福澤家に婿入り）の長男として生まれた。母は福澤諭吉次女の房（ふさ）。当時桃介は北海道で炭鉱と鉄道を経営する北海道炭礦鉄道（北炭、後の北海道炭礦汽船）に勤めており、房を連れて札幌へと赴任していたが、出産にあたって東京に帰ったため、駒吉は東京三田の諭吉邸で生まれた。駒吉が生まれた後、桃介は実業家として成功を収める。桃介は1910年代を通じて愛知県の電力会社名古屋電灯の経営にあたり、1921年（大正10年）からは木曽川開発などを手掛ける大手電力会社大同電力の社長の座に就くなど、電気事業の経営が実業界での活動の中心であった。父に関連して駒吉も電力会社に関係したが、駒吉は父がほとんど関係してこなかった化学工業の経営に注力した。
駒吉は1913年（大正2年）慶應義塾大学部法律科を卒業、その後アメリカ合衆国を遊学する。帰国後、父桃介から、化学者山崎甚五郎が研究中のビリター・ライカム (Billiter-Leykam) 式隔膜電解法による苛性ソーダ製造について事業化を実現するよう指示をうける。まず駒吉は山崎の指導の下、名古屋市中心部にあった名古屋電灯社有地を借りて試験工場の建設に取り掛かり、1916年（大正5年）4月「東海曹達工業所」を設立した。8月から工場の操業を始めると苛性ソーダの製造は当初から順調で、さらし粉製造に問題が生じたものの改良の結果好成績を収めることができた。12月工業所における試験が終了、事業化を目的に桃介や三菱財閥の岩崎久弥らの出資によって資本金100万円の東海曹達株式会社が立ち上げられた。駒吉は同社の初代社長に就任する。当時25歳で、これが実業家としての第一歩となった。
東海曹達の創業に際し、駒吉はソーダ製造に熱中して自らソーダ製造法を発明し特許を得るほどのソーダ通となったという。同社では名古屋港四号地（名古屋市港区築地町）に本格的なソーダ工場を建設、1917年（大正6年）6月より製品の出荷を開始した。戦後恐慌に際しては操業効率改善のためアレン・ムーア (Allen-Moore) 式隔膜電解法の導入を決定し1922年（大正11年）完成させる。その後も四号地には工場拡張用地があったが、付近で宅地化が進みつつあったため工場を移転して土地を売却することに決定、東海曹達の株主を中心として別途新会社昭和曹達株式会社が1928年（昭和3年）12月に設立された。資本金は150万円で、東海曹達同様に駒吉が社長に就いている。アレン・ムーア法による昭和曹達の新工場は名古屋港七号地（港区昭和町）に建設され、翌1929年（昭和4年）12月操業開始に至った。
東海曹達は昭和曹達の操業開始と引き換えに閉鎖・会社解散となる予定であったが、折からの需要増加に伴い7年後の1936年（昭和11年）末まで設備そのままで存続した。駒吉の固定資産償却を重視するという経営方針によってすでに工場建設費の償却を終えていたため、金を掛けずにできる限り稼働させてから閉鎖する方針となったことによる。石山賢吉が1936年に工場を訪れた際には老朽化が酷く漏れた塩酸の臭いがただよう工場であったという。

### 電気事業の経営

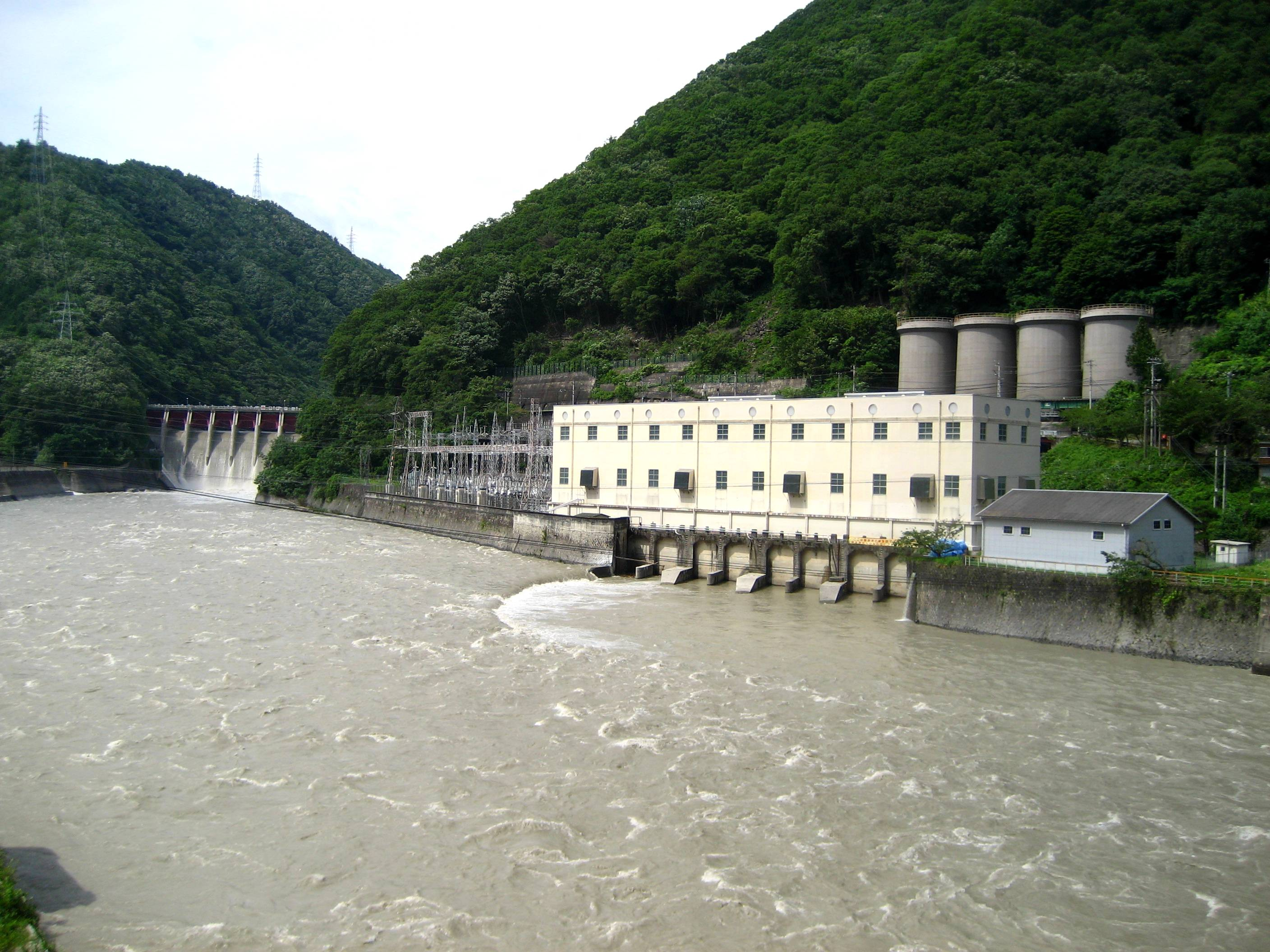
矢作水力が建設した泰阜ダムと泰阜発電所

東海曹達の起業後、電気製鋼所（大同特殊鋼の前身）の寒川恒貞・下出義雄が製鋼用電極の自給を図るべく企画した東海電極製造（現・東海カーボン）の設立に駒吉も参加し、1918年（大正7年）4月の会社設立とともに取締役に就任した。同社には死去するまでの27年間にわたり取締役として関係することになる。次いで翌1919年（大正8年）3月、矢作水力の設立とともに同社の取締役に就任、さらに3か月後の6月にも白山水力の設立とともに取締役の一人となった。どちらも父桃介が設立に関与した電力会社で、矢作水力は矢作川水系での電源開発を、白山水力は北陸地方での電源開発をそれぞれ設立目的としていた。
このうち矢作水力は設立時より井上角五郎が社長を務めたが、土木技術者出身の専務杉山栄が事実上の主宰者であった。設立3年後の1922年4月24日、駒吉も首脳陣に加わり副社長に就任。次いで1928年4月28日、矢作川開発の一巡を機に井上が引退したため、駒吉がその跡を襲って矢作水力第2代社長に就任した。ただし社長とはいえ駒吉が会社の実務に関与することは少なく、後任副社長に昇格した杉山栄が引き続き主宰者であったという。社長就任2か月後の1928年6月、父桃介が実業界引退を宣言し、当時務めていた大同電力社長・天竜川電力社長などから退く。駒吉はこのうち天竜川電力の後任社長となった。同社は大同電力などが出資する天竜川開発のための電力会社である。
駒吉が共通の社長となったこともあり、矢作水力と天竜川電力の合併が具体化され1931年（昭和6年）11月合併成立に至った。翌12月、旧天竜川電力の親会社・大同電力でも駒吉は監査役に就任し、以後同社解散直前の1939年（昭和14年）3月まで在任している。続いて1933年（昭和8年）、矢作水力は同じ福澤系の白山水力も合併する。相次ぐ合併により矢作水力は資本金が設立時の500万円に比して16倍超となる8435万円に達し、大同電力など業界大手（五大電力という）に次ぐ規模の電力会社に発展した。
また矢作水力副社長直後にあたる1922年6月、関西電気改め東邦電力の取締役に就任した。同社は1910年代を通じて父桃介の本拠であった名古屋電灯（末期は関西電気）と、北部九州を地盤とする福澤系の九州電灯鉄道などが合併して成立した、資本金1億円超の大規模電力会社である。当初副社長、1928年以降は社長を務める松永安左エ門が経営を主宰した。この東邦電力で駒吉は翌1923年（大正12年）7月より神谷卓男の後任として常務取締役兼総務部長に昇格する。その後1927年（昭和2年）5月の職制変更で部長からは外れ、専務田中徳次郎・取締役岡本桜とともに松永副社長の決裁事務に参与する、という役回りとなった。その後1929年下期をもって常務から退き、1933年5月の役員改選を機に取締役からも退任した。

### 東亞合成初代社長就任
駒吉率いる矢作水力では、天竜川水系における電源開発実施に際し、開発した電力を自家利用して窒素工業事業を立ち上げる方針を定めた。多量の電力を投じた電気分解で原料水素を生成し、次いでアンモニアを合成、そこから硫酸アンモニウム（硫安）・硝酸を製造する、という工程からなる事業である。工場建設中の1933年5月、化学事業は資本金300万円の子会社・矢作工業（第一次）に移される。駒吉は同社社長も兼任した。矢作工業は1933年末からアンモニア合成に着手、翌年から順次硫安・硝酸の製造を始めた。
一方のソーダ事業では、1930年代に入ると好況の波に乗って名古屋港の昭和曹達工場において増産を重ねたのに加え、昭和曹達の姉妹会社2社を新設した。一つは横浜市鶴見区での新工場建設のため1934年（昭和9年）5月資本金150万円で設立した鶴見曹達、もう一つは香川県綾歌郡坂出町（現・坂出市）での新工場建設のため翌1935年（昭和10年）5月資本金150万円で設立した四国曹達である。両社とも駒吉が社長を兼ねた。鶴見工場は1935年4月、坂出工場は1936年4月にそれぞれ竣工している。
日中戦争勃発を機に硫安事業と電気事業に対する国家統制が強化されたことに伴い、1940年（昭和15年）3月に矢作水力は矢作工業を合併した。続いて同年10月31日付で矢作水力の経営陣異動があり、副社長の成瀬正忠（元白山水力社長）が第3代社長に就任し、駒吉は初代会長に就任した。しかしその1年半後の1942年（昭和17年）4月、電気事業に関する国家統制の深度化によって、矢作水力は国策会社日本発送電および中部配電へと電気事業を出資して会社解散に至る。解散に際し化学工業部門については再度独立させる方針が採られ、同年3月31日付で矢作工業（第二次）が新設された。駒吉は2か月後の5月30日付で矢作工業の取締役社長に就任している。戦時下の影響はソーダ事業にも及んでおり、翌6月、事業効率化のため昭和曹達と鶴見曹達・四国曹達の合併が実施された。
太平洋戦争の戦局が悪化しつつあった1944年（昭和19年）4月、限られた資金・資材を活用し一層の増産を図るべく、福澤系の矢作工業・昭和曹達と三井化学工業系の北海曹達・レーヨン曹達（両社とも富山県伏木に工場設置）の4社合併が決定。7月17日付で合併が成立し、存続会社の矢作工業が社名を改めることで、ソーダ工業・窒素工業の両部門を擁する資本金4088万円の化学メーカー「東亞合成化学工業」（現・東亞合成）が発足した。東亞合成化学工業の経営陣には、株式の4分の1を持つ三井化学工業から荘原和作が会長に就任し、駒吉は矢作工業から引き続いて社長を務めることとなった。
東亞合成初代社長に就任した駒吉であったが、会社発足のころから体調を崩しており、半年後の11月29日に実施された取締役改選を機に社長から退いた。以後療養生活を送るが、翌1945年（昭和20年）3月18日、神奈川県鎌倉市扇ガ谷の別邸で死去した。満54歳没。死去時まで東亞合成取締役には在職していた。

## 人物
1918年（大正7年）1月、いとこ（福澤諭吉の長男一太郎の二女）の八重子（香蘭女学校卒）と結婚。このとき父桃介は当時立憲政友会総裁の原敬、慶應義塾塾長鎌田栄吉など有名人500余名を招き築地精養軒で豪華な祝宴を催した。
趣味は自動車。数台の自動車を保有して自ら運転し、自動車販売会社も経営した。自動車販売会社は「三和自動車」といい、1931年7月に設立され、駒吉自身は監査役を務める。同社は赤坂溜池にある、アメリカ・パッカード (Packard) の総代理店であった。

## 主な役職
- 電気事業
  - 矢作水力取締役 ： 1919年3月 - 1942年4月
    - 1922年4月から副社長、1928年4月から社長、1940年10月から会長

  - 白山水力取締役 ： 1919年6月 - 1933年2月
  - 東邦電力取締役 ： 1922年6月 - 1933年5月
    - 1923年下期から1929年下期にかけて常務

  - 天竜川電力取締役社長 ： 1928年6月 - 1931年11月
  - 大同電力監査役 ： 1931年12月 - 1939年3月
- 化学事業
  - 東海曹達取締役社長 ： 1916年12月 - 1936年12月
  - 昭和曹達取締役社長 ： 1928年12月 - 1944年7月
  - 東亞合成化学工業取締役社長 ： 1942年5月 - 1944年11月（現・東亞合成）
    - 社長退任後も1945年3月まで取締役
- その他
  - 東海電極製造取締役 ： 1918年4月 - 1945年3月（現・東海カーボン）